# Křičeň

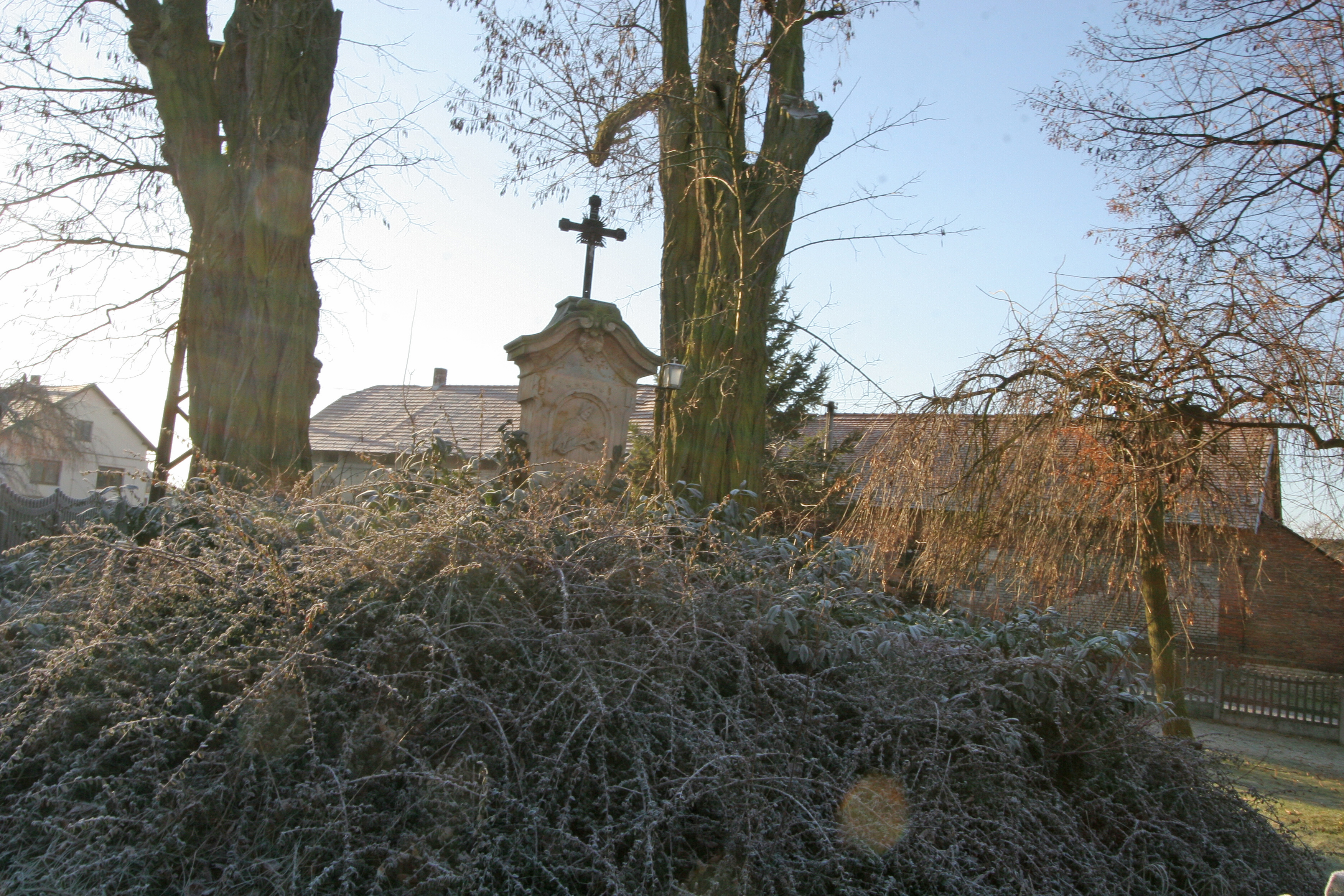
Johannes von Nepomuk-Denkmal

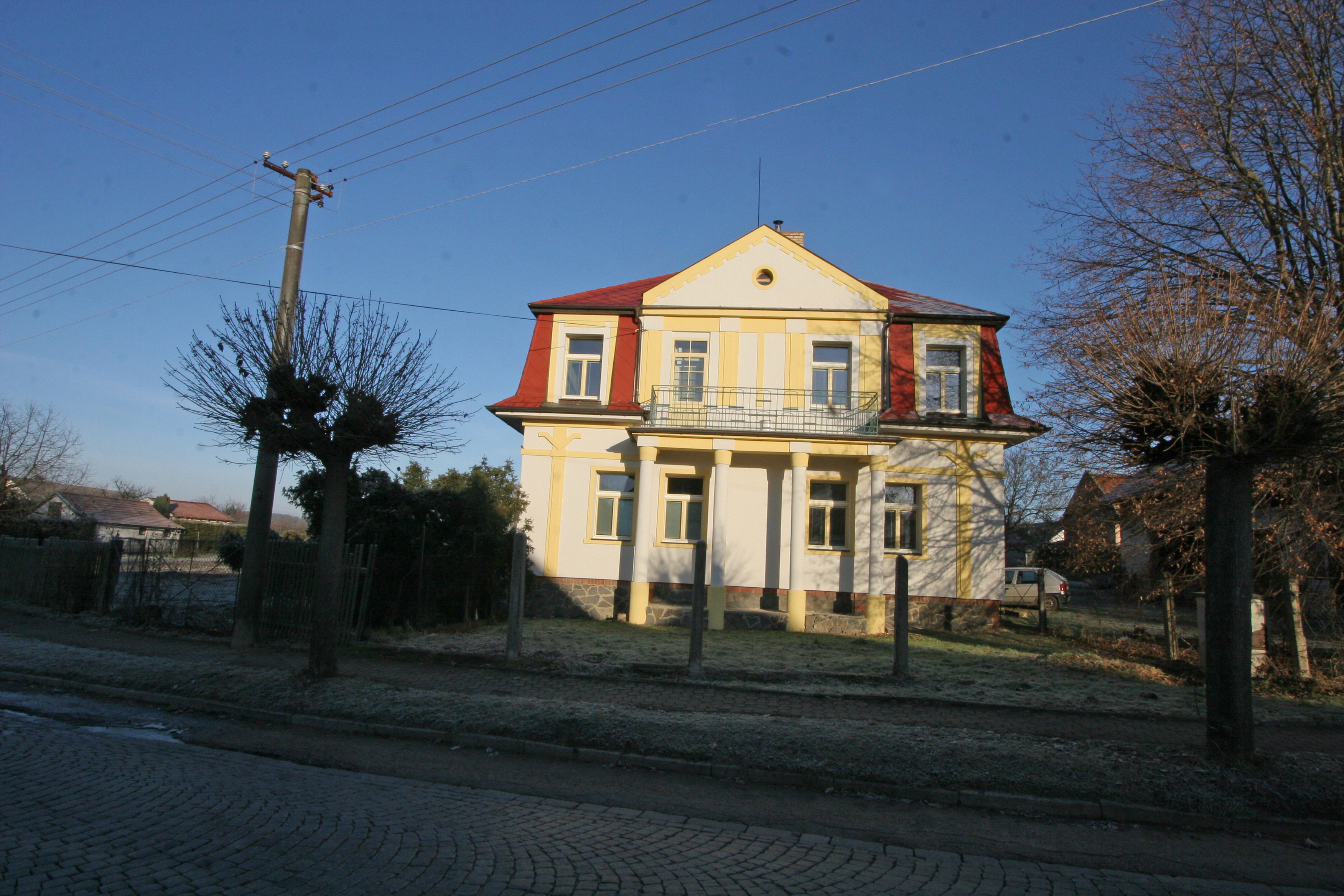
Haus Nr. 11

Křičeň (deutsch Kritschen) ist eine Gemeinde im Okres Pardubice in Tschechien. Sie liegt vier Kilometer nördlich von Lázně Bohdaneč.

## Geographie
Křičeň befindet sich auf der Dobřenická plošina (Dobrzenitzer Hochfläche). Im Norden erhebt sich der Oškohrb (259 m n.m.). Östlich des Dorfes fließt der Graben Černská strouha. Südöstlich erstreckt sich ein als Naturreservat geschütztes ausgedehntes Teichgebiet mit dem Bohdanečský rybník (Bohdanetscher Teich) und der Matka; im Wald südlich des Dorfes befindet sich ein weiteres Teichgebiet mit den Teichen Skřin, Rozhrna, Horní Jílovky und Dolní Jílovky.
Nachbarorte sind Kuklínky und Rohoznice im Norden, Plch und Staré Ždánice im Nordosten, Dolany und Bouda u Dolan im Osten, Boudy und Hrádek im Südosten, Lázně Bohdaneč und Neratov im Süden, Přelovice und Habřinka im Südwesten, Rohovládova Bělá im Westen sowie Kasalice und Pravy im Nordwesten.

## Geschichte
Das Dorf wurde als Rundling angelegt; der alte Dorfplatz liegt unweit des Gemeindeamtes, den historischen Ortskern bilden die Häuser Nr. 1, 4, 5, 10, 11, 12, 13 und 35 sowie das abgerissene Haus Nr. 8. Křičeň gehörte zu den Besitzungen des Benediktinerklosters Opatowitz, das während der Hussitenkriege im Jahre 1421 zerstört wurde.
Die erste schriftliche Erwähnung von Křičeň erfolgte im Jahre 1436, als König Sigismund das Dorf zusammen mit Ždánice, Dolany und Rohoznice an Diviš Bořek von Miletínek überschrieb. Zum Ende des 15. Jahrhunderts erwarb Wilhelm von Pernstein das Dorf.  Als Jaroslav von Pernstein 1560 die Herrschaft Kunburg an König Ferdinand I. verkaufte, gehörte Křičeň zu deren Gütern.
Im Jahre 1835 bestand das im Chrudimer Kreis gelegene Dorf Křičen aus 40 Häusern, in denen 302 Personen, darunter vier protestantische Familien, lebten. Im Ort gab es eine Schule. Pfarrort war Wositz. Bis zur Mitte des 19. Jahrhunderts blieb Křičen der k.k. Kameralherrschaft Pardubitz untertänig.
Nach der Aufhebung der Patrimonialherrschaften bildete Kříčeň ab 1849 eine Gemeinde im Gerichtsbezirk Pardubitz. Ab 1868 gehörte die Gemeinde zum Bezirk Pardubitz. Seit dem Ende des 19. Jahrhunderts führt die Gemeinde den Namen Křičeň. 1949 wurde Křičeň dem Okres Pardubice-okolí zugeordnet; dieser wurde im Zuge der Gebietsreform von 1960 aufgehoben, seitdem gehört das Dorf zum Okres Pardubice. Zu Beginn des Jahres 1976 erfolgte die Eingemeindung nach Bohdaneč. Am 24. November 1990 löste sich Křičeň wieder von Lázně Bohdaneč los und bildete eine eigene Gemeinde.

## Gemeindegliederung
Für die Gemeinde Křičeň sind keine Ortsteile ausgewiesen.

## Sehenswürdigkeiten
- Johannes von Nepomuk-Denkmal mit gusseisernem Kreuz, auf dem Dorfplatz, errichtet 1854
- Gedenkstein für die Gefallenen des Ersten Weltkrieges und die Opfer der deutschen Besetzung, auf dem Dorfplatz
- Friedhofskapelle, nördlich des Dorfes
- Teichlandschaft südlich von Křičeň, sie ist Teil der zu Beginn des 16. Jahrhunderts unter Wilhelm von Pernstein angelegten Komplexes der Pardubitzer Fischteiche. Auf einer heute nicht mehr vorhandenen Insel im Teich Skřin befand sich im Mittelalter die nur über eine hölzerne Brücke erreichbare Feste Jílovka.